# كاتدرائية الروح القدس
كاتدرائية الروح القدس (بالتركيَّة: Saint Esprit Kilisesi) هي كاتدرائية رومانيَّة كاثوليكيَّة تقع في جادة جمهوريت، في ربع بنغالتي في حي شيشلي، بين ميدان تقسيم ونيسانتاسي، وهي واحدة من الكنائس الكاثوليكية الرئيسية في مدينة إسطنبول، تركيا.
تُعد الكاتدرائية ثاني أكبر كنيسة كاثوليكية في المدينة بعد كاتدرائية القديس أنطون البدواني والتي تقع في شارع الإستقلال، بمنطقة بايوغلو في إسطنبول.
وقد بنيت كاتدرائية الروح القدس على الطراز الباروكي في عام 1846، تحت إشراف المهندس المعماري السويسري-الإيطالي جوزيبي فوساتي.
كان كاتدرائية الروح القدس وجهة لعدد من البابوات خلال زيارتهم إلى تركيا، بما في ذلك من البابا بولس السادس، والبابا يوحنا بولس الثاني، والبابا بنديكتوس السادس عشر والبابا فرنسيس.
يقع تمثال البابا بندكت الخامس عشر في ساحة الكاتدرائية. كما وتحوي الكاتدرائية قبر جوزيبي دونيزيتي، وهو موسيقي عمل في بلاط السلطان العثماني محمود الثاني، ودفن في سرداب الكنيسة.
رعايا الكنيسة أساسًا هم من الشوام اللاتين وهم كاثوليك من خلفية إيطالية وفرنسية، يعود وجودهم إلى تجار الجمهوريات البحرية جنوة والبندقية الإيطاليين والممالك الصليبية بالإضافة إلى الفرنسيين الذين يعود وجودهم خلال إلى الحملة الصليبية الرابعة والإمبراطورية اللاتينية، ولا يزال يعيش أغلبهم في إسطنبول. تاريخيًا كان الشوام من أشد المؤيدين للبابوية الكاثوليكية، إضافة هناك كاثوليك أتراك عرقيًا وهم من معتنقي المسيحية (منهم متزوجين للشوام).

## مواقع خارجية
- "Holy Spirit". on katolik kilisesi. مؤرشف من الأصل في 2018-06-01. {{استشهاد ويب}}: روابط خارجية في |موقع= (مساعدة)